# Station Audnedal
Station Audnedal is een spoorwegstation in het dorp Konsmo in de gemeente Lyngdal in het zuiden van Noorwegen. Het station, aan Sørlandsbanen, werd geopend in 1943. Treinen stoppen hier enkel op verzoek. Vertrekkende passagiers dienen zich goed zichtbaar op het perron op te stellen, aankomende passagiers moeten in de trein aangeven in Audnedal te willen uitstappen.